# 26828 Narusawa
26828 Narusawa è un asteroide della fascia principale. Scoperto nel 1989, presenta un'orbita caratterizzata da un semiasse maggiore pari a 2,384913 UA e da un'eccentricità di 0,193050, inclinata di 3,273467° rispetto all'eclittica.